# Prowincja Đồng Nai
Đồng Nai wymowaⓘ – prowincja Wietnamu, znajdująca się w południowej części kraju, w Regionie Południowo-Wschodnim.

## Podział administracyjny
W skład prowincji Đồng Nai wchodzi dziesięć dystryktów oraz jedno miasto.
- Miasta:

1. Biên Hoà

- Dystrykty:

1. Cẩm Mỹ
2. Định Quán
3. Long Khánh
4. Long Thành
5. Nhơn Trạch
6. Tân Phú
7. Thống Nhất
8. Trảng Bom
9. Vĩnh Cửu
10. Xuân Lộc